# Thạch Thang

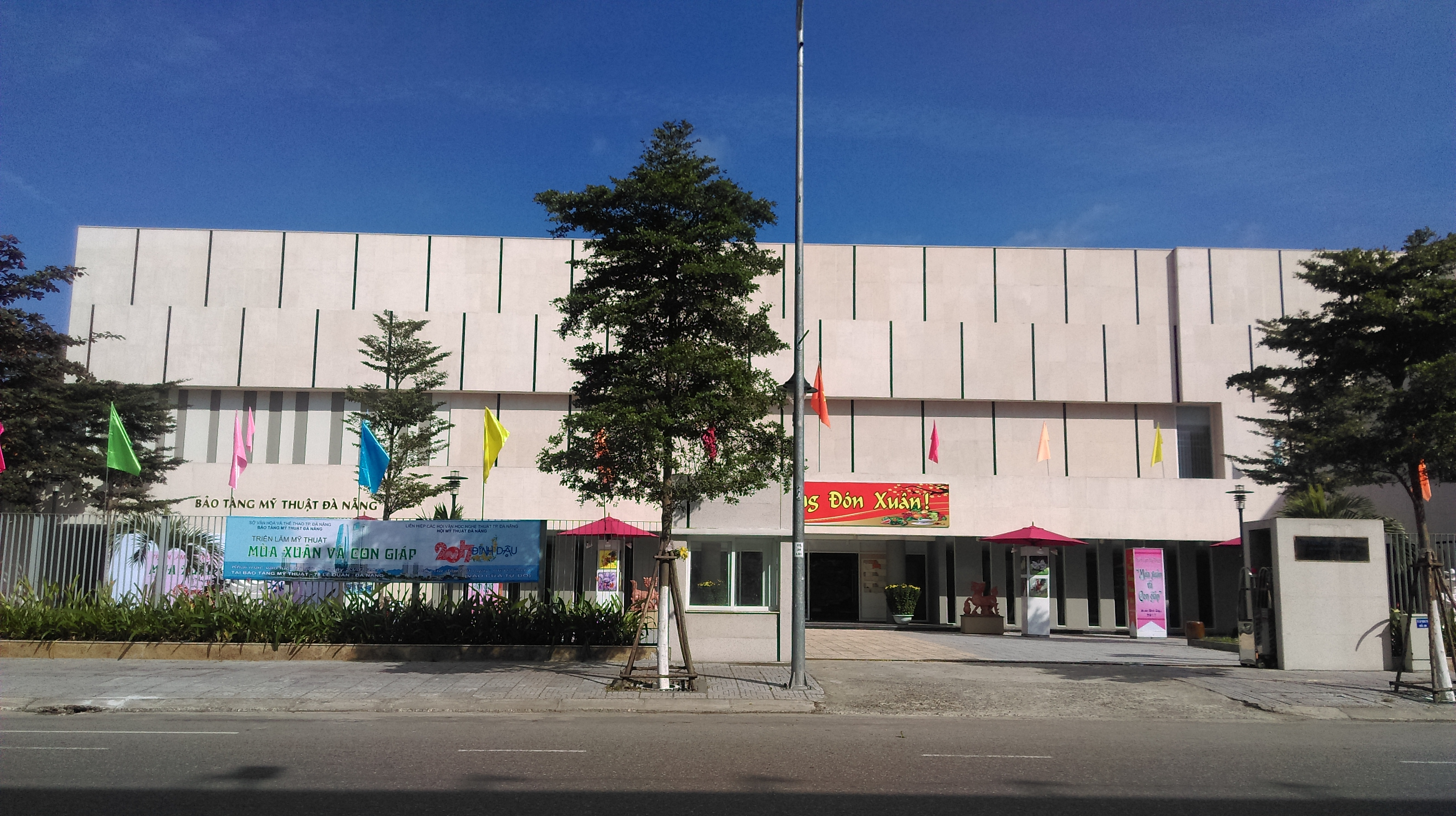
Bảo tàng Mỹ thuật Đà Nẵng.

Thạch Thang là một phường thuộc quận Hải Châu, thành phố Đà Nẵng, Việt Nam.
Phường có diện tích 1,01 km², dân số năm 1999 là 16.658 người, mật độ dân số đạt 16.493 người/km².